# Giovanni Migliara

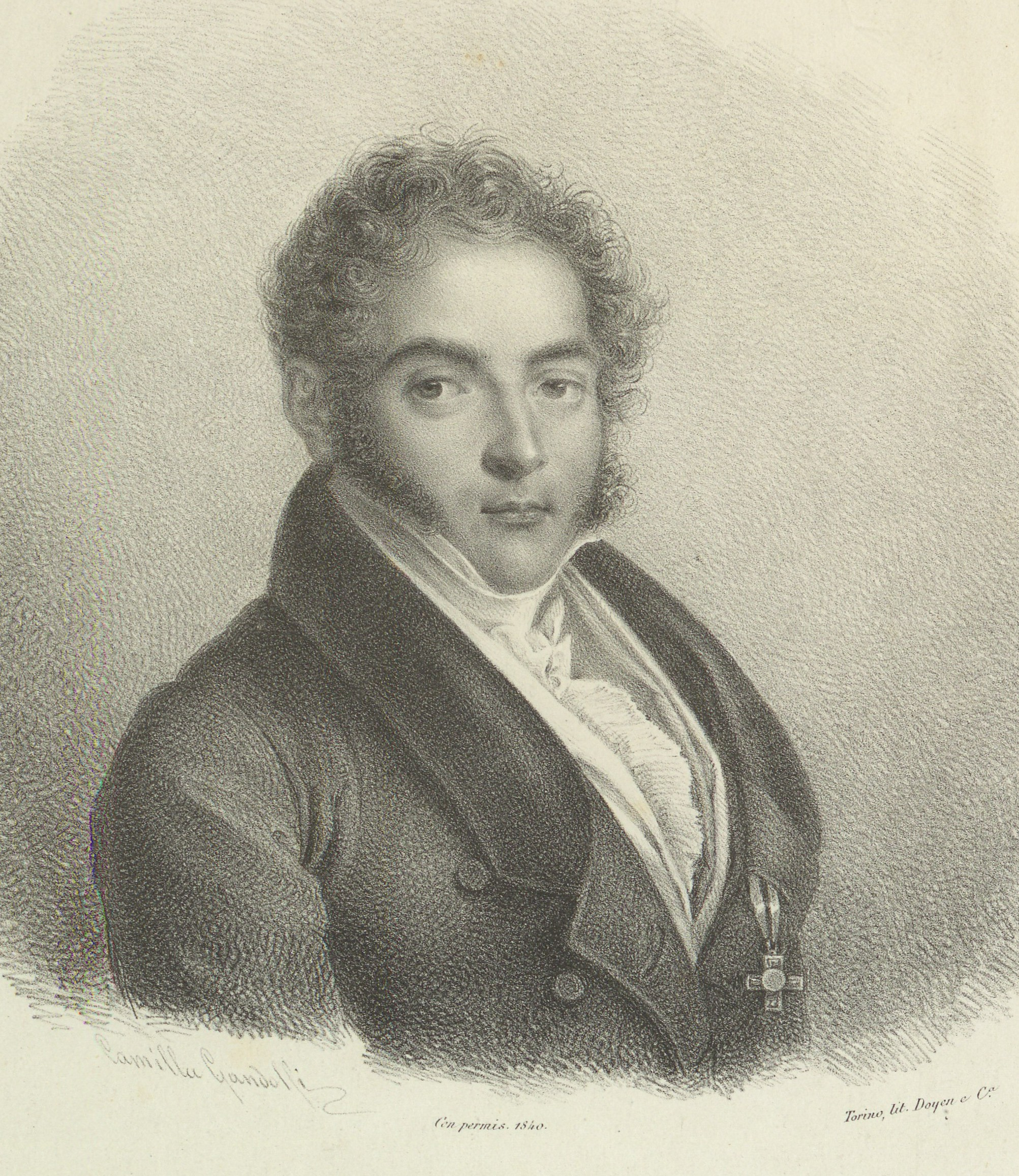
Porträt von Giovanni Migliara, 1840

Giovanni Migliara (* 15. Oktober 1785 in Alessandria; † 18. April 1837 in Mailand) war ein italienischer Architektur- und Historienmaler.
Giovanni Migliara war Professor für Malerei in Mailand.

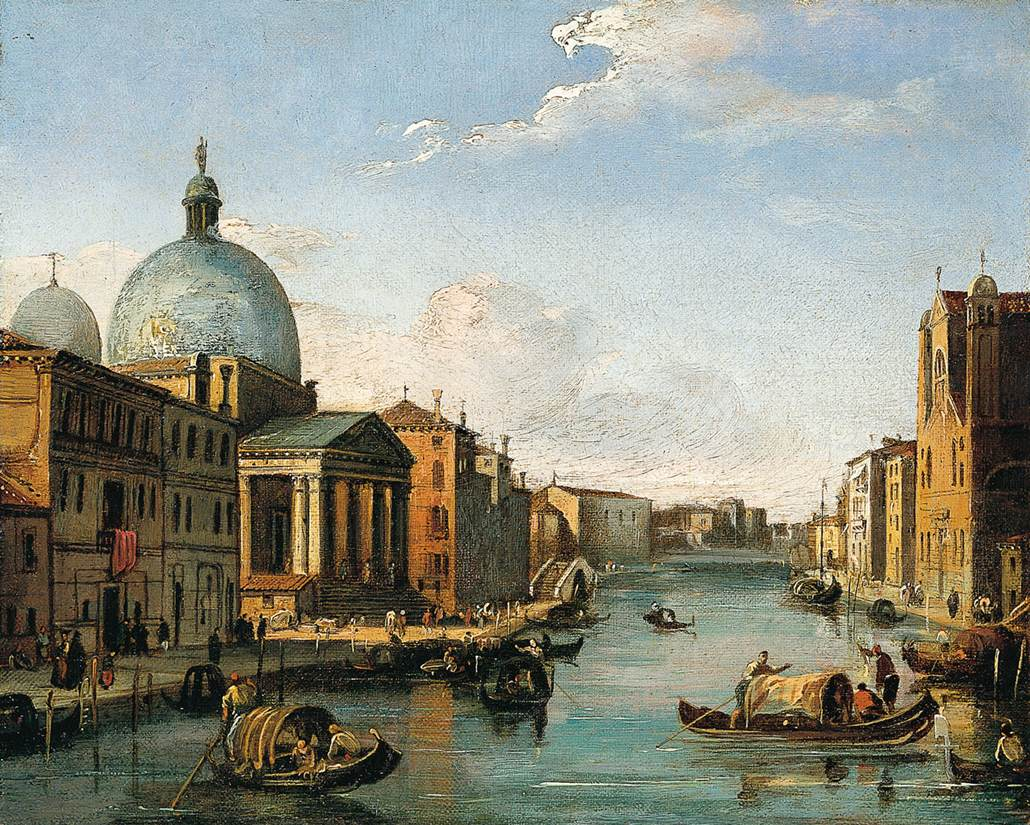
Giovanni Migliara: Venedigansicht